# T-64BV主战坦克
T-64BV主战坦克是苏制T-64主战坦克的改进型。生产时间从1984年持续到1987年。此型号装有接触-1爆炸反应装甲，增强了对辐射的防护。
T-64BV坦克与T-64B一起构成了乌克兰陆军坦克部队的基础，目前乌克兰陆军共有600多辆T-64BV主战坦克。

## 历史

### 447A工程
根据1981-1983年军事工业委员会的决定，为在大改期间安装了接触-1爆炸反应装甲套件的T-64B和T-64B1坦克制定了技术文件。该坦克的现代化版本于1985年1月14日根据苏联国防部第7号命令被正式接受，型号为T-64BV和T-64B1V。所有新型T-64BV和T-64B1V坦克均配备2A46M-1坦克炮、2E42炮身稳定器、1A33-1火控系统和9K112-1导弹系统。安装了半导体无线电台R-173“Abzats-R”（烏克蘭語：Абзац-Р），取代了过时的电子管无线电台。用于安装爆反的特殊支架和螺栓焊接在炮塔、车体的前板和侧板以及履带架上。坦克战斗全重增至42.4吨。

### 改进型号
- T-64BVK（羅馬化：Ob'jekt 446B，直译：446B工程）—指挥车，1985年改自T-64BV。

### T-64BV 2017

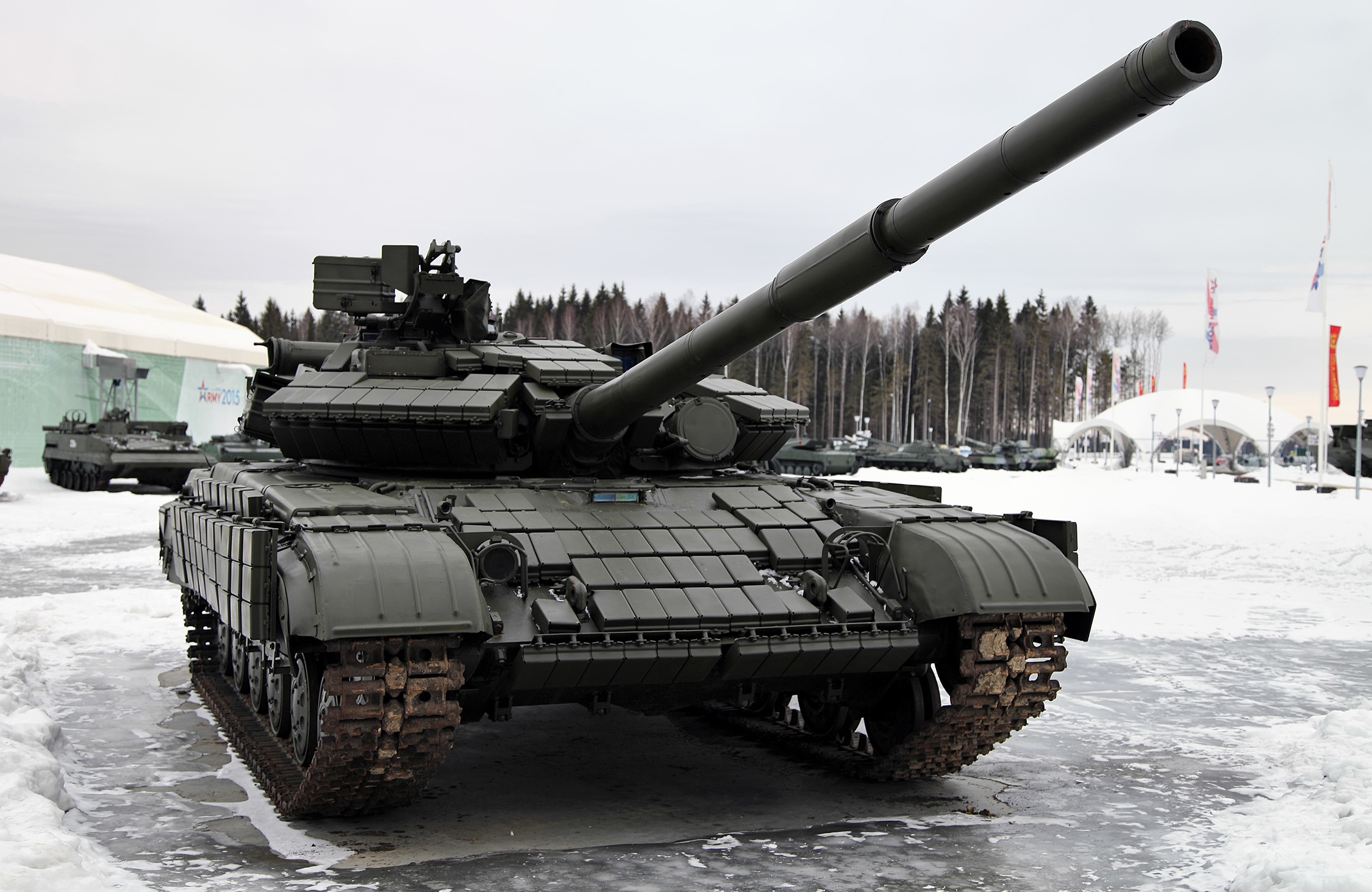
T-64BV mod.1987

鉴于乌克兰因俄罗斯武装侵略而面临的挑战，T-64（和T-64BV）坦克的进一步现代化工作得到了加强。例如，2016年6月，哈尔科夫装甲厂对T-64坦克的升级版TPN1-49-23炮手瞄准装置进行了测试。允许使用者在最远3000米的距离发现坦克、汽车或人员，日夜两用。安装了基于非制冷微测辐射热计的热成像仪。
据大众媒体报道，2017年4月至5月，现代化的T-64BV开始列装乌克兰武装部队。他们获得了2017年改造的T-64。在开源的基础上，新型号可以安装其他厂商的新设备。
TPN-1 TPV夜视瞄准镜由Trimen-Ukraine制造。更新后的热成像设备不需要改变坦克的设计，其安装在标准支架上并连接至坦克的供电，无需进行任何更改。由于采用高品质元件，其具有很高的抗光干扰能力，可确保在困难条件下正常使用，即使敌人使用红外线特殊干扰，其对光照也不敏感。并且车长和炮手的装置集成到火控系统中，保证了1.5公里距离内的敌方探测、识别和摧毁。
坦克上安装了新的数字无线电站“Lybid' K-2RB”（获得摩托罗拉的许可），可在长达70公里的距离内提供可靠的通信，免受干扰和拦截。这些广播电台由基辅企业Dolya i Ko.有限公司制造。
CH-4215卫星导航系统由国营企业天域导航生产，基于运营安装在陆地移动设备移动物体上的CH-3210的经验而创建。同一制造商的类似设备安装在BTR-3、BTR-4、监视-B等装甲输送车上。该系统有一个外部SMART型天线和一个内置天线。CH-4215提供路线导航、目标方位角计算、文本消息和警报输出等。该导航综合体在自动化数字系统中工作，允许“在线”交换安全加密的数据。每辆车的位置数据可以发送给各级指挥官，包括从排长到整个作战行动的管理人员。
T-64BV坦克的上述现代化改造使得部队在战斗中的作战和战术控制能力达到了一个新的水平，并显著提升了乘员的工作能力，现在，有了新的选择，可以在一天中的任何时间识别目标，将其坐标传输到指挥所并进行后续决策。
此外，哈尔科夫装甲厂的柴油发动机实验站还对5TDF发动机进行了现代化改造，配备了计算机信息收集系统。采用该发动机后，战车的运行质量和动力得到显著提高。
2017年春天，在哈尔科夫附近的其中一个乌克兰军事训练场，第14机械化旅的坦克兵驾驶现代化的T-64BV以连和排为单位进行训练和调整。罗曼·巴加耶夫上尉的坦克排代表乌克兰参加了北约成员国军队装甲部队国际竞赛坚强欧洲坦克挑战赛，驾驶的就是其中一辆现代化版本的T-64BV。
现代化的T-64BV坦克在2018年8月庆祝乌克兰独立日的阅兵式上向公众展示。
据报道，2019年初，乌克兰武装部队接收了一百多辆改进后的T-64，同年秋天，接收了超过150辆。

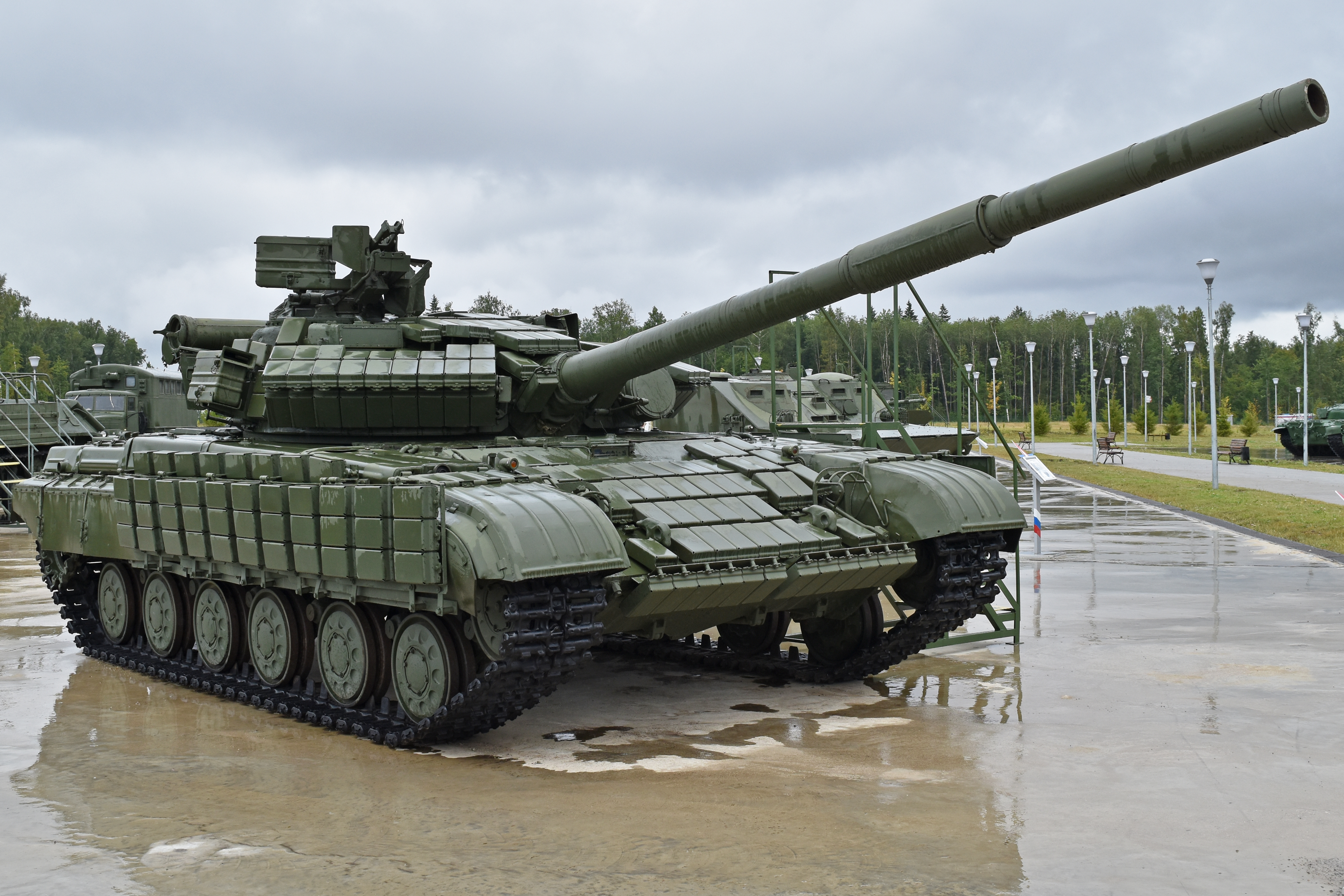
库宾卡坦克博物馆的一辆T-64BV

### T-64BVK 2021
T-64BVK坦克的深度现代化由哈尔科夫装甲厂的设计和技术部门准备和实施。第一辆试验车于2021年生产。
新版与旧版的主要区别在于用现代化的数字电台取代了老式电台。坦克安装了三个无线电台—两个超短波电台和一个短波电台，范围可达500公里。
安装了一个容量为3 kW的备用电源，用于设备的自主供电。
武装部队的通信系统是统一的，因此指挥官可以与所有类型的装甲车辆进行通信—BTR、BMP、指挥车。
工厂的专家在坦克上安装了新设备，特别是：
- 第三代监视和瞄准——特别是TPN1 TPV坦克热成像瞄准器；
- 日夜两用司机视力监控装置TVNE-4BUM；
- 日夜两用车长视觉观察装置TKN-ZVUM；
- 卫星导航设备CH-4215。

在之前车长没有足够的观察空间，因此坦克上安装了摄像机，可以在高达2.5米的掩体下进行观察。安装的带有单筒望远镜的车长相机消除了这一缺陷。车长可以观察战斗进展、目标的退出情况，给司机员和炮手下达任务指令。
从武器和防护方面，坦克获得了：
- 指挥塔配备一挺12.7毫米NSVT机枪；
- 附加的装甲保护；
- 司机的电子防护罩；
- 坦克后半身周围空间的实时录像监控系统，在司机的防护罩监视器上显示数据；
- 油箱的额外装甲防护；
- 防HEAT弹格栅装甲（英语：Slat armor）。

### T-64BV 2022

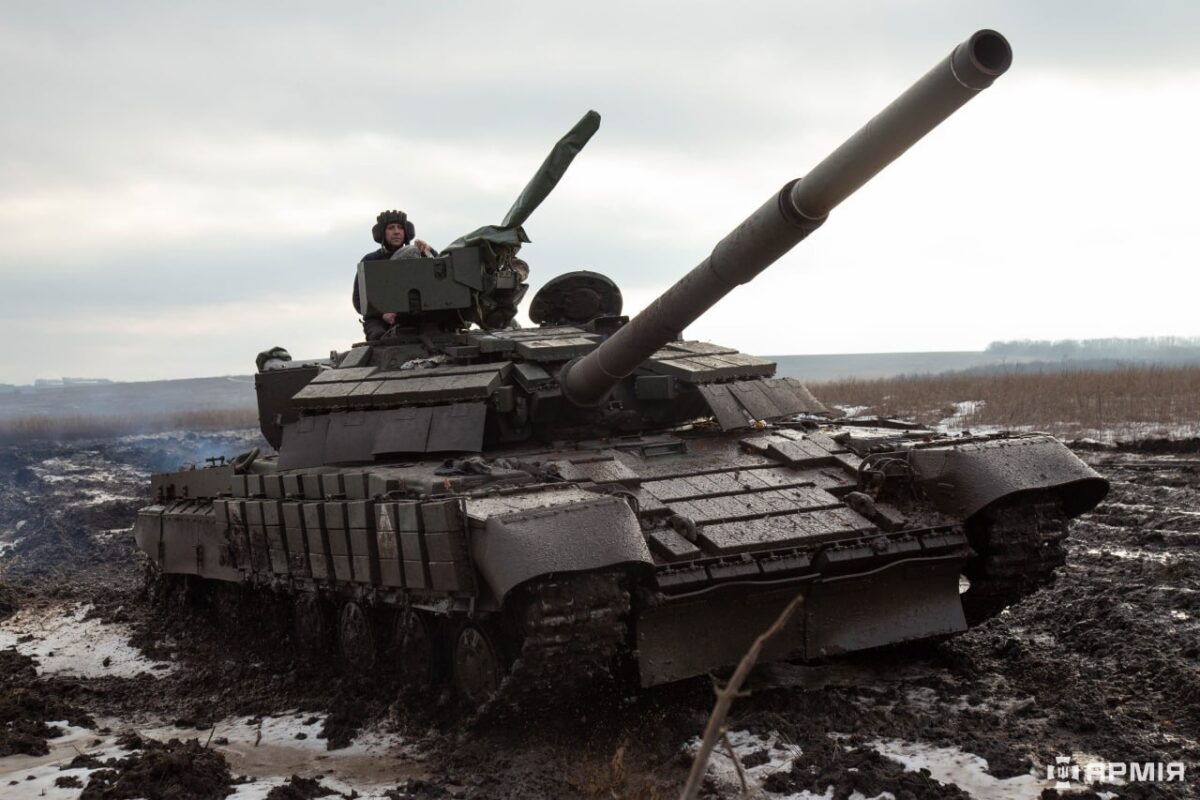
T-64BV在炮塔和外壳上配备橡胶遮罩，为机枪和油箱提供额外保护，2023年12月

2022年2月，国有企业哈尔科夫装甲厂宣布测试2022年现代化改造的T-64BV坦克。
据悉，这个型号配备了第三代新型监视和瞄准装置、防HEAT弹的车尾格栅装甲和炮塔上的橡胶防护罩。此外，战车的燃油系统也得到了改进，并安装了额外的油箱装甲防护。
坦克的整个侧面都由“71”牌装甲钢制成的12毫米厚的钢板保护，遥控机枪及其弹药箱也得到了额外的装甲防护。
2022年的T-64BV型号配备了新的现代广播电台，以取代前苏联时期安装的老式广播电台。从现在起，T-64BV拥有完全符合北约标准化协议的导航、内外部通信系统。还为司机安装了数字化显示面板，上面显示坦克的主要参数指标。
此外，测试车上还安装了一挺新型的12.7毫米Snipex LASKA-K2机枪。

## 使用方
- 乌克兰：超过150辆T-64BV 2017型坦克，截至 2019年8月。[6]

## 相册

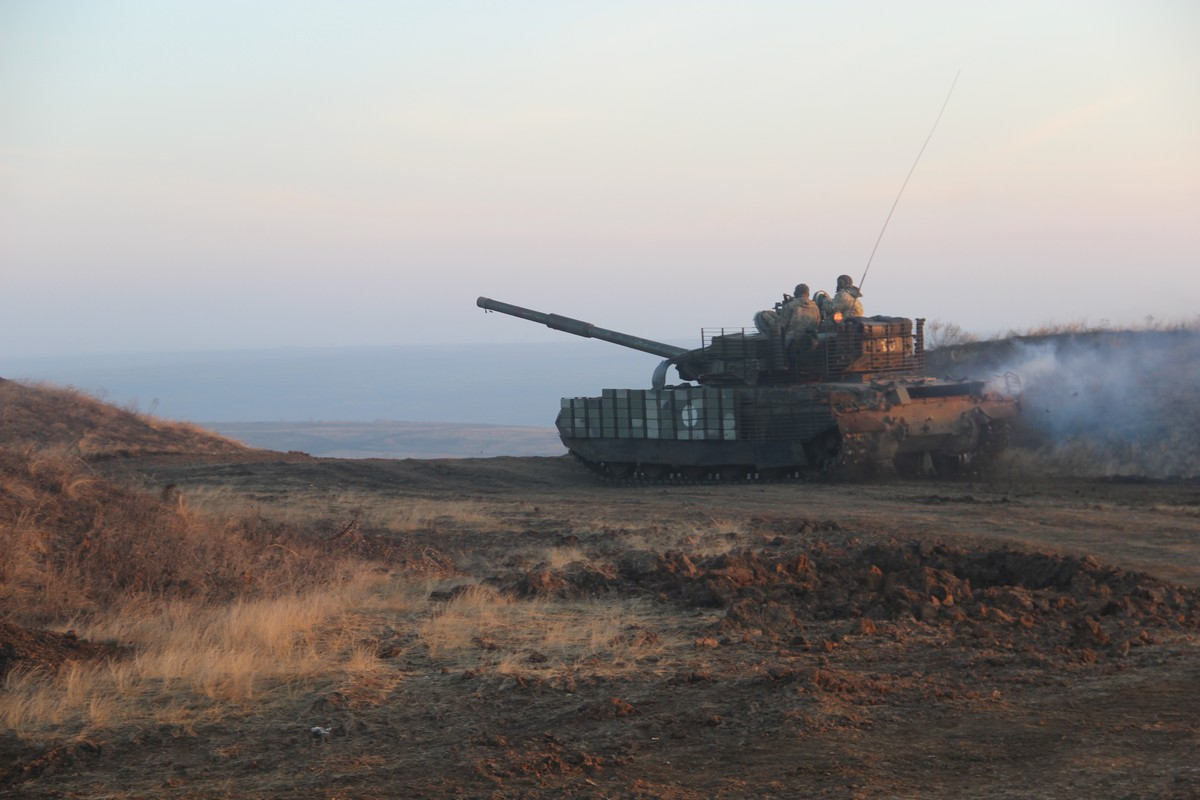
第14坦克旅（英语：14th Tank Brigade (Ukraine)）正在演习，2015年
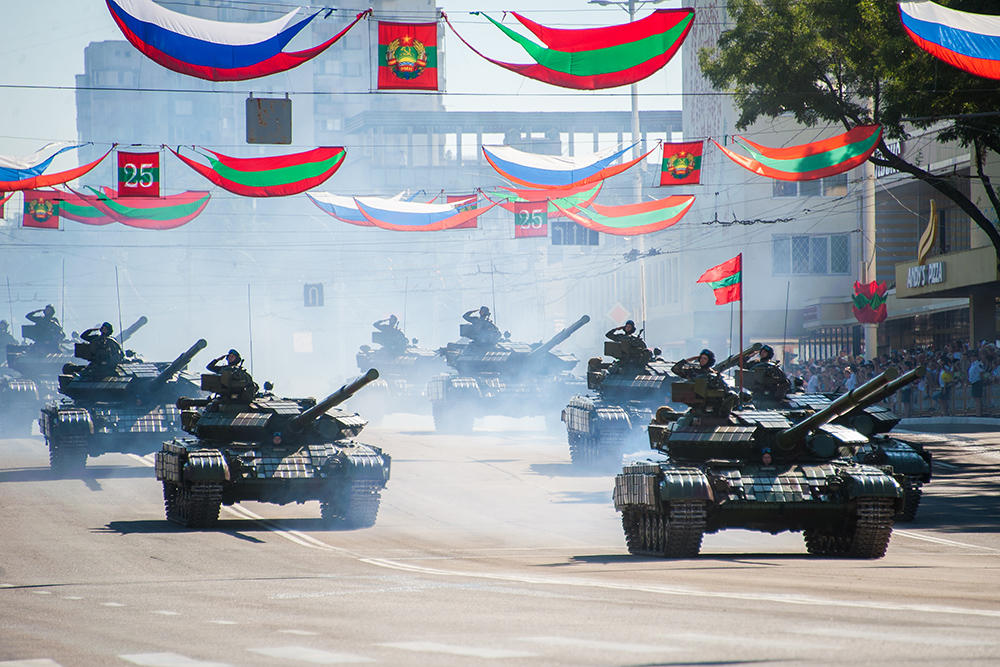
德涅斯特河沿岸的阅兵式，2015年
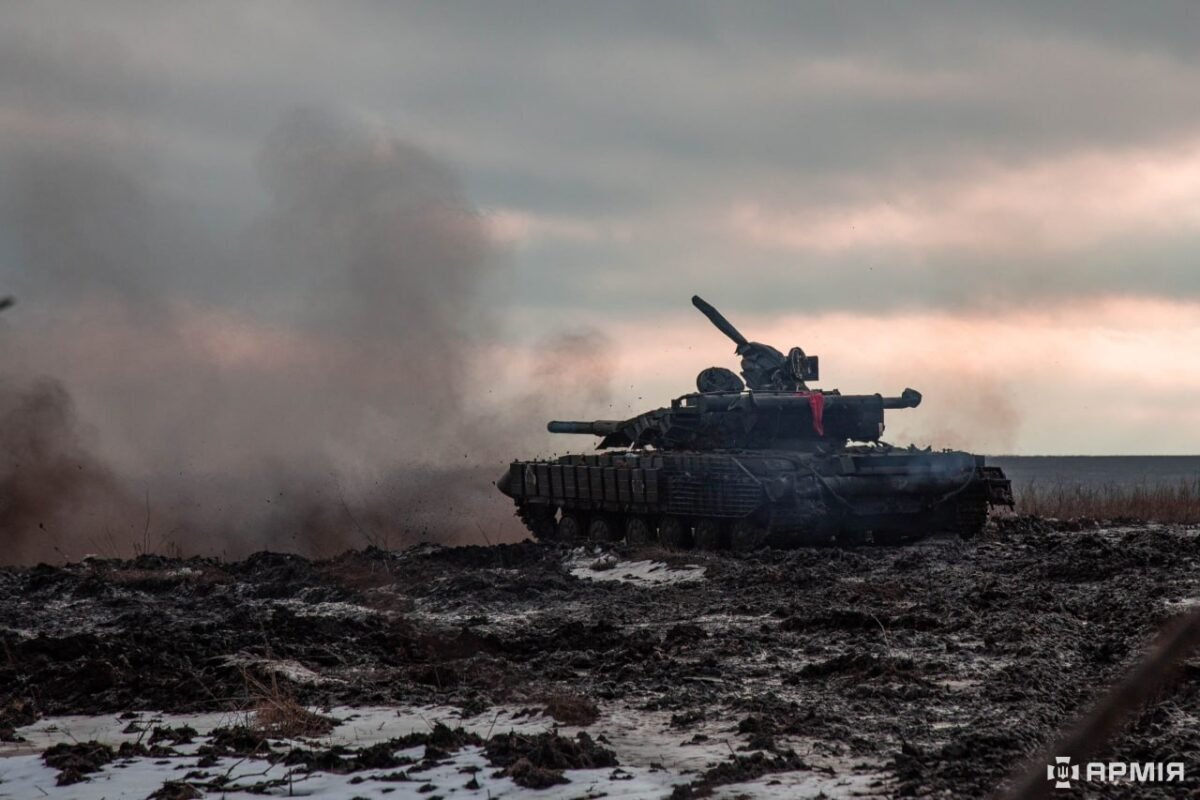
配备防HEAT弹格栅装甲（英语：Slat armor）的乌克兰T-64BV，2023年12月